# The Reign of Terror
The Reign of Terror (El reinado del terror) es el octavo serial de la serie británica de ciencia ficción Doctor Who, emitido en seis episodios semanales del 8 de agosto al 12 de septiembre de 1964. La historia estaba ambientada en Francia durante el periodo de la Revolución Francesa conocido como El Terror.

## Argumento
El Primer Doctor, Ian, Barbara y Susan llegan a la Francia del siglo XVIII, durante la Revolución Francesa. El Doctor está seguro de estar en el Londres del siglo XX, pero sus compañeros no. Al descubrir que, efectivamente, no parecen estar donde deberían, van a investigar una casa cercana. Allí son capturados por un grupo de gente que escapa de Robespierre, pero la casa en la que están es atacada por los soldados revolucionarios, quienes, tras matar a los fugitivos, se llevan a Ian, Barbara y Susan, y prenden fuego a la casa, sin saber que el Doctor sigue allí. Los tres compañeros son llevados a París, donde los encarcelan para ejecutarlos. El Doctor despierta tras ser salvado por un niño, y al saber dónde están sus amigos se dirige a París para rescatarles. Barbara y Susan lograrán escapar de camino al patíbulo, ayudadas por unos hombres contrarios a Robespierre. Ian por su lado comparte celda con un inglés moribundo que le dice que hay un espía británico en una posición de confianza en el gobierno y que ha de ponerse en contacto con él. Cuando el Doctor llega a París, Ian también ha logrado escapar robando la llave y se ha marchado. Mientras tanto, Susan ha enfermado por las malas condiciones de su celda, y cada vez se encuentra peor. Cuando tras varias aventuras, el grupo logra reunirse, será tarea suya orquestar la caída de Robespierre para acabar con el Terror y poder volver a la TARDIS con vida.

## Producción
| Episodio                    | Fecha de emisión         | Duración | Espectadores en millones | Estado en el archivo                                      |
| --------------------------- | ------------------------ | -------- | ------------------------ | --------------------------------------------------------- |
| A Land of Fear              | 8 de agosto de 1964      | 24:24    | 6,9                      | Película de 16mm                                          |
| Guests of Madame Guillotine | 15 de agosto de 1964     | 24:04    | 6,9                      | Película de 16mm                                          |
| A Change of Identity        | 22 de agosto de 1964     | 25:23    | 6,9                      | Película de 16mm                                          |
| The Tyrant of France        | 29 de agosto de 1964     | 24:26    | 6,4                      | Sólo existen algunos fragmentos y fotogramas más el audio |
| A Bargain of Necessity      | 5 de septiembre de 1964  | 23:51    | 6,9                      | Sólo existen algunos fragmentos y fotogramas más el audio |
| Prisoners of Conciergerie   | 12 de septiembre de 1964 | 25:04    | 6,4                      | Película de 16mm                                          |
| [ 1 ] [ 2 ] [ 3 ]           |                          |          |                          |                                                           |

En muchas guías y listas de los años setenta, la historia llevaba el título The French Revolution (La Revolución Francesa), título que parece venir de un artículo promocional en Radio Times titulado Dr. Who and the French Revolution.
El Director Henric Hirsch sufrió un ataque de agotamiento durante la filmación del serial y no pudo dirigir el tercer episodio. John Gorrie (que antes había dirigido The Keys of Marinus) le sustituyó temporalmente. Como no hubo créditos en pantalla para el director del episodio, algunas fuentes han acreditado a Verity Lambert como directora, a pesar de que ella lo desmintió tajantemente. William Russell tuvo dos semanas de vacaciones durante el rodaje de esta historia (incluyendo el episodio mencionado), y en los episodios 2 y 3 sólo apareció en fragmentos filmados anteriormente. Del mismo modo, la larga toma del Doctor caminando por un camino rural (por cierto, la primera escena rodada en exteriores en la historia del programa), un doble hizo de William Hartnell, ya que este estaba ocupado ensayando para The Sensorites.